# Ana Karina Olaya
Ana Karina Olaya Gamboa (Buenaventura (Valle del Cauca), Colombia, 13 de septiembre de 2002) es una jugadora colombiana de voleibol. Actualmente se desempeña en el equipo de la Universidad de Opole (Polonia), a la vez que forma parte de la Selección femenina de voleibol de Colombia, pudiendo hacerlo tanto en la posición de punta-receptora como de opuesta.

## Trayectoria
Tras varias temporadas en el voleibol portugués, en julio de 2023 el equipo de la Universidad de Opole de la primera división polaca confirmó su fichaje para la temporada 2023/24.
| Año(s)    | Club                 | País     |
| --------- | -------------------- | -------- |
| 2017-2020 | Liga Vallecaucana    | Colombia |
| 2020-2021 | CD Aves              | Portugal |
| 2021-2023 | AJM/Porto FC         | Portugal |
| 2023-     | Universidad de Opole | Polonia  |

## Palmarés
- Medalla de plata en Campeonato Sudamericano de Voleibol Femenino de 2021[5]

## Premios individuales
- Mejor punta en Campeonato Sudamericano de Voleibol Femenino Sub-18 de 2018
- Mejor atacante en Juegos Panamericanos Juveniles de 2021
- Mejor punta en Torneo pre-panamericano 2022
- Medalla de oro Liga Portuguesa de Voley 2021 - 2022[5]
- Segunda mejor punta en Copa Panamericana 2023[6]